# 新疆生产建设兵团第八师一五二团
新疆生产建设兵团第八师一五二团是中华人民共和国新疆生产建设兵团第八师下辖的一个团。

## 行政区划
新疆生产建设兵团第八师一五二团下辖以下单位：
团部、二连、三连、四连、六连、七连、十连和五连。